# Крис Браун (певач)
Кристофер Морис Браун (енгл. Christopher Maurice Brown; Тапаханок, 5. мај 1989) је амерички певач, текстописац, плесач и глумац. Свој први албум је издао крајем 2005. као шеснаестогодишњак.
У 2009, Браун је признао кривицу за кривично дело које је починио нападом на своју девојку Ријану. Био је осуђен на пет година условно и шест месеци друштвено корисног рада. Случај је добио широку медијску пажњу и негативно утиче на његову каријеру као певача и извођача.

## Дискографија

### Албуми
- (2005)
- (2007)
- (2009)
- (2011)
- (2012)
- (2014)
- (2015)
- (2015) (са Tyga)
- "" (2017)

## Филмографија
| Година | Назив                  | Улога                 | Белешке             |
| ------ | ---------------------- | --------------------- | ------------------- |
| 2006.  |                        | самог себе            | за телевизију (ТНТ) |
| 2007.  |                        | Дјурон                | споредна улога      |
| 2007.  |                        | Вил Тут               | 3 епизоде           |
| 2007.  | Овог Божића            | Мајкл „Бејби” Витфилд | главна улога        |
| 2010.  |                        |                       |                     |
| 2012.  | Размишљај као мушкарац | Алекс                 | споредна улога      |